# 29-я добровольческая пехотная дивизия СС «Италия» (1-я итальянская)
29-я добровольческая пехотная дивизия СС (1-я итальянская) (нем. 29.Waffen-Grenadier-Division der SS (italienische Nr. 1)), известная также как Легионе СС Италиана, возникла 10 февраля 1945 года как вторая дивизия СС под этим номером из уже существовавшей с ноября 1943 года добровольческой пехотной бригады СС (1-й итальянской). В некоторых публикациях появляется дополнительное наименование дивизии — «Италия».

## Причины возникновения
После того, как Королевство Италия после падения фашистского режима 8 сентября 1943 года заключило одностороннее перемирие с союзниками, немецкий вермахт и войска СС оккупировали северную Италию и разоружили находившиеся там итальянские войска, так как те не желали продолжать войну на стороне Германии. Основание 23 сентября того же года Итальянской социальной республики во главе с Бенито Муссолини позволило набирать в войска СС также и итальянцев. 2 октября 1943 года Генрих Гиммлер совместно с Готтлобом Бергером представили проект Программы формирования через войска СС итальянских милицейских частей, одобренный Адольфом Гитлером и Бенито Муссолини.

## Формирование
В конце октября около 15.000 добровольцев начали обучение на полигоне Мюнзинген, причём около 9000 из них было вскоре отсеяно по причине непригодности и переведено в полицию охраны порядка или рабочими в военную промышленность.
Форма дивизии отличалась тем, что солдаты носили петлицы с рунами СС не на чёрном, а на красном фоне, на левом рукаве орёл держал не свастику, а фасции. Эмблемой дивизии также были фасции, хотя и в несколько изменённом по сравнению с обычным виде.
23 ноября 1943 года 13 милицейских батальонов были приведены к присяге и переданы штабу обучения СС Италии под руководством бригадефюрера СС Петера Хансена, где они использовались в «кровавой братской войне» против партизан. Часть подчинялась обергруппенфюреру СС Карлу Вольфу, занимавшему должность командующего полицией и СС Италии и называлась Итальянский добровольческий легион СС, вскоре получивший новое имя: 1-я штурмовая бригада итальянский добровольческий легион.
Члены этих соединений назывались в Италии легионари (легионеры), сначала в просторечье, а затем и в официальных документах.

## Использование
В апреле 1944 года три батальона бригады неожиданно успешно были применены против союзников на плацдарме Анцио и Неттуно. За эти достижения солдаты получили личное разрешение Гиммлера носить руны SS не на красном, а на чёрном фоне. Многие получили награды, а знамя полка было украшено серебряным орденом. Приказом от 7 сентября 1944 года часть получила наименование «Добровольческая пехотная бригада СС (1-я итальянская)» и подчинена генеральному командованию «Ломбардия» группы армий C. В сентябре 1944 года на короткое время командиром стал итальянский бригадефюрер СС Пьетро Маннелли. Он стал одним из двух итальянцев, достигших генеральского звания в войсках СС. Приток добровольцев обеспечил прирост личного состава части к декабрю 1944 года до 15 000 человек. Весной 1945 года под командованием оберфюрера СС Эрнста Тцшоппе дивизия образовала группировку Бинц, которая вела бои до крушения немецкого фронта в Италии в середине апреля против французских частей на западной границе Пьемонта, а также против итальянских партизан.
30 апреля 1945 года последние части дивизии сдались американским танковым частям в городе Горгонцола.

## Организация
Ниже представлена организация добровольческой пехотной бригады СС (1-й итальянской). Организация одинакова с 29-й дивизией.
- 81-й добровольческий пехотный полк СС (1-й итальянский) (I.-III.) (нем. Waffen-Grenadier-Regiment der SS 81 (italienisches Nr. 1) (I.-III.))
- 82-й добровольческий пехотный полк СС (2-й итальянский) (I.-III.) (нем. Waffen-Grenadier-Regiment der SS 82 (italienisches Nr. 2) (I.-III.))
- 29-й артиллерийский полк СС (1-й итальянский) (I.,II.) (нем. Waffen-Artillerie-Regiment der SS 29 (italienisches Nr. 1) (I.,II.))
- 29-й стрелковый батальон СС «Вендетта» (нем. Füsilier-Bataillon 29 «Vendetta»)
- 29-й противотанковый артиллерийский дивизион СС (нем. Panzerjäger-Abteilung 29)
- 29-я инженерная рота СС (нем. SS-Pionier-Kompanie 29)
- 29-я рота связи СС (нем. SS-Nachrichten-Kompanie 29)
- резервный батальон СС (нем. SS-Ersatzbataillon)
- офицерский батальон (нем. Offiziersbataillon)

## Командиры
- 13 ноября 1943 — март 1944: бригадефюрер СС Петер Хансен
- март 1944 — сентябрь 1944: обергруппенфюрер СС Карл Вольф
- сентябрь 1944 — сентябрь 1944: бригадефюрер СС Пьетро Маннелли
- сентябрь 1944 — октябрь 1944: бригадефюрер СС Христиан Хансен
- октябрь 1944 — ноябрь 1944: штандартенфюрер СС Густав Ломбард
- 9 ноября 1944 — май 1945: штандартенфюрер СС Константин Хельдманн
- 1945: оберфюрер СС Эрвин Чоппе (?)